# Noiva de Cristo
A Noiva de Cristo, ou a Esposa do Cordeiro, é uma metáfora usada em referência a um grupo de versículos relacionados na Bíblia cristã, especificamente no Novo Testamento - nos Evangelhos, no Livro do Apocalipse, nas Epístolas, com versículos relacionados no Antigo Testamento.
A identidade da noiva é geralmente considerada dentro da teologia cristã como sendo a Igreja, com Jesus como o noivo (Efésios 5: 22-33) e em particular compara a união do marido e da esposa com a de Cristo e da Igreja. É uma imagem eclesial muito reiterada. As interpretações do uso da metáfora variam, com a maioria acreditando que sempre se refere à Igreja.